# Бюкен
Бюкен (на немски: Bücken) е комуна в Долна Саксония, Германия с 2120 жители (към 31 декември 2013).
Основан е през 882 г. Манастирът е мисионерски център и обежище на архиепископите на Бремен.